# Харрихаузен, Рэй
Рэймонд Фредерик Харрихаузен (англ. Raymond Frederick Harryhausen; 29 июня 1920 — 7 мая 2013) — американский художник, дизайнер, мастер визуальных эффектов покадровой анимации, писатель и продюсер.
Среди его наиболее значимых работ: работа со своим наставником Уиллисом О’Брайаном над анимацией для «Могучего Джо Янга» (1949), который впоследствии получил премию «Оскар» за лучшие визуальные эффекты; работа над своим первым цветным фильмом «Седьмое путешествие Синдбада» (1958); и «Ясон и аргонавты» (1963) в котором Харрихаузен поставил сцену сражения с семью воинами-скелетами, которая впоследствии стала культовой. Последний фильм над которым он работал, был «Битва титанов» (1981), после завершения съёмок Харрихаузен ушел в отставку.
В 1960 году Харрихаузен переехал в Лондон и прожил там до своей смерти в 2013 году. Он имел двойное гражданство являясь гражданином США и Великобритании. Его инновационный стиль создания спецэффектов в фильмах вдохновлял многочисленных кинематографистов. В 2016 году Британский институт кино составил список современных кинематографистов, которые говорили, что на свою работу их вдохновил Харрихаузен, в их числе Стивен Спилберг, Питер Джексон, Джо Данте, Тим Бёртон, Ник Парк, Джеймс Кэмерон и Гильермо Дель Торо. Так же о большом влиянии Харрихаузена говорили Джордж Лукас, Джон Лассетер, Джон Лэндис, Генри Селик, Джей Джей Абрамс и Уэс Андерсон.

## Биография

### Ранние годы
Рэй Харрихаузен родился 29 июня 1920 года в Лос-Анджелесе, штат Калифорния, в семье Марты Л. (девичья фамилия Реске) и Фредерика В. Харрихаузена, предки которого за несколько лет до начала XIX века переехали их Германии в США. Изначально немецкая фамилия писалась «Herrenhausen», но сотрудником эмиграционной службы была допущена ошибка в документах и с тех пор фамилия стала писаться как «Harryhausen». Рэй с самого детства увлекался лепкой из глины и любил рисовать, а так же увлекался динозаврами и посещал Ранчо Ла-Брея знаменитое многочисленными находками вымерших животных позднеплейстоценового периода.

### 1930-е — 1940-е
Когда Рэю было тринадцать лет, вместе с родителями он посмотрел в кинотеатре фильм «Кинг-Конг» (1933), который произвел на мальчика огромное впечатление. Сам Кинг-Конг и другие монстры из фильма были созданы мастером кинематографических спецэффектов Уиллисом О’Брайаном при помощи кукольной анимации. Его работа в «Кинг-Конге» вдохновила Харрихаузена и после этого он сам начал пробовать создавать модели различных существ и людей. Позже друг Рэя договорился о встрече с О’Брайеном. О’Брайен раскритиковал ранние модели Харрихаузена и посоветовал ему посещать уроки графики и скульптуры, чтобы отточить свои навыки моделирования. В 1939 году Харрихаузен начал посещать Лос-Анджелесский клуб любителей фантастики, образованный Форрестом Аккерманом. Там он познакомился с Рэем Брэдбери, затем они подружились, и эта дружба продолжалась до конца жизни Брэдбери.
Во время Второй мировой войны Харихаузен работает в компании, производящей образовательные фильмы для армии. Его командиром и руководителем в этот период был полковник Фрэнк Капра. Молодой кинематографист создал несколько анимационных работ о боевом развёртывании военной техники в условиях, когда съёмка реального вооружения была невозможна. У него сохранились несколько рулонов плёнки с этими работами, из которых он позже смонтировал короткометражные фильмы. Демонстрация этих роликов позволила Харихаузену после завершения войны получить работу в коммерческом кинематографе. Одной из первых его работ (под руководством аниматора «Кинг-Конга» Уиллиса О’Брайена) стала картина «Могучий Джо Янг» (1949 год). За эту работу коллектив аниматоров получил премию «Оскар» за лучшие спецэффекты.

В начале 1950-х годов руководители студии Warner Brothers Pictures выкупили у Рэя Брэдбери недавно изданный рассказ «Туманный мыс» и, как товарищу писателя, доверили Харихаузену самостоятельную работу надо всеми анимационными эффектами. Фильм вышел в 1953 году под названием «Чудовище с глубины 20 000 морских саженей» (В СССР был известен как «Чудовище из глубины океана») и при бюджете в 210 тысяч долларов собрал в прокате более 5 миллионов долларов. Именно благодаря этой кинокартине получил широкое применение метод монтажа натурных съёмок и анимации, при котором сначала снимался задний план в естественных условиях (город, пустыня, побережье и так далее). Полученные кадры проецировались на небольшой экран, служивший фоном для действия анимационных моделей. В свою очередь, на эту запись накладывались кадры с действиями актёров. Таким образом, фантастические персонажи функционировали, зажатые в своеобразный бутерброд из «живых» киносъёмок.
Приблизительно в это же время Харихаузен познакомился и начал плодотворное сотрудничество с продюсером Чарлзом Шниером и студией Columbia Pictures. Их первой совместной работой стала картина «Это прибыло со дна моря» (1955 год, англ. It Came from Beneath the Sea) о нападении гигантского осьминога на Сан-Франциско. На волне кассового успеха этой работы в следующем году был выпущен фильм «Земля против летающих тарелок», а спустя ещё год — «Двадцать миллионов миль до Земли» (англ. 20 Million Miles to Earth) на модную в этот период тему освоения космоса. В конце 1950-х годов студия активно внедряет в производство цветные фильмы. Это ставит перед Харихаузеном новые технические задачи, с которыми он успешно справляется. Доказательством этого стал фильм «Седьмое путешествие Синдбада». Кинематографист, ставший к тому же одним из продюсеров ленты, сумел найти решение проблем достижения цветового баланса между анимационным и «живым» изображением. Хотя работа над картиной заняла почти два года, она достигла чрезвычайного коммерческого успеха (в том числе несколько позже в СССР). Columbia Pictures подписала с Харихаузеном контракт на несколько фильмов.
В 1963 году Рэй Харрихаузен создаёт один из самых знаменитых, вероятно, фильмов в своей карьере — «Ясон и аргонавты». Вручая кинематографисту в 1992 году специальную премию Оскар (Награда имени Гордона Сойера), Том Хэнкс так высказался о картине: 

Некоторые говорят «Касабланка» или «Гражданин Кейн»… А я говорю — «Ясон и аргонавты» — вот величайший из созданных фильмов!
В 1964 году кинематографист работает над очередным проектом «Первые люди на Луне». Однако, руководители студий начинают замечать охлаждение зрительского интереса к фильмам подобного рода, и, соответственно, снижение эффективности вложений в эти проекты. Набирают силу контркультура и независимый кинематограф США. Columbia Pictures отказывается продлить контракт с Харрихаузеном. Достаточно скоро он был приглашён студией 20th Century Fox для создания сцен с доисторическими чудовищами в ставшем культовым фильме «Миллион лет до нашей эры», а чуть позже был приглашён студией Warner Bros в фильм «Долина Гванги». После этого кинематографиста ожидало несколько лет творческого простоя. Только в 1973 году Columbia Pictures решила вернуться к путешествиям Синдбада и выпустила с широким творческим участием Харрихаузена «Золотое путешествие Синдбада» и «Синдбад и Глаз тигра». Последним крупным полнометражным художественным проектом Рэя Харрихаузена стал фильм «Битва титанов» (1981 год).
Рэй Харрихаузен умер 7 мая 2013 года в Лондоне.

## Признание и награды
Рэй Харрихаузен, кроме упомянутой специальной премии Оскар (Награда имени Гордона Сойера), является обладателем ряда наград от Академии фантастических фильмов, фэнтези и фильмов ужасов: «Золотого свитка» в 1975 году за анимацию в картине «Золотое путешествие Синдбада», «Награды за достижения в карьере» (1982), «Специальной награды» (1992 год), «Награды имени Джорджа Пэла» (2006 год) и номинацию на премию «Сатурн» в 1982 году за лучшие спецэффекты к картине «Битва титанов». В 1995 году он был удостоен почётной награды на международном кинофестивале в Ситжесе. У Рэя Харрихаузена есть звезда на Голливудской Аллее славы.

## Фильмография
- 1942 — Как соединить ущелье (мультфильм) / How to Bridge a Gorge / режиссёр, продюсер и оператор
- 1942 — Тюльпаны должны вырасти (мультфильм) / Tulips Shall Grow / главный аниматор
- 1943 — Гвадалканал (мультфильм) / Guadalcanal / режиссёр, оператор, художник
- 1946 — Истории матушки гусыни (мультфильм) / The Story of Little Red Riding Hood  /режиссёр, продюсер и аниматор
- 1949 — История Красной Шапочки (мультфильм) / The Story of Little Red Riding Hood / режиссёр, продюсер и аниматор
- 1949 — Могучий Джо Янг / Mighty Joe Young / автор и создатель спецэффектов
- 1951 — История Рапунцель (мультфильм) / The Story of Rapunzel / режиссёр и продюсер
- 1951 — История Ганса и Греты (мультфильм) / The Story of Hansel and Gretel / режиссёр и продюсер
- 1953 — История царя Мидаса (мультфильм) / The Story of King Midas / режиссёр и продюсер
- 1953 — Чудовище из глубин океана / The Beast from 20,000 Fathoms / автор и создатель спецэффектов
- 1955 — Это прибыло со дна моря / It Came from Beneath the Sea / автор и создатель спецэффектов
- 1956 — Земля против летающих тарелок / Earth vs. the Flying Saucers / автор и создатель спецэффектов
- 1956 — Мир животных (документальный) / The Animal World / автор и создатель спецэффектов
- 1957 — Чёрный скорпион / The Black Scorpion / автор и создатель спецэффектов
- 1957 — Двадцать миллионов миль до Земли / 20 Million Miles to Earth / автор и создатель спецэффектов
- 1958 — Седьмое путешествие Синдбада / The 7th Voyage of Sinbad / сценарист, продюсер, автор и создатель спецэффектов
- 1960 — Три мира Гулливера / The 3 Worlds of Gulliver / автор и создатель спецэффектов
- 1961 — Таинственный остров / Mysterious Island / автор и создатель спецэффектов
- 1963 — Ясон и аргонавты / Jason and the Argonauts / продюсер, автор и создатель спецэффектов
- 1964 — Первые люди на Луне / First Men in the Moon / продюсер, автор и создатель спецэффектов
- 1966 — Миллион лет до нашей эры / One Million Years B.C. / автор и создатель спецэффектов
- 1969 — Долина Гванги / The Valley of Gwangi / продюсер, автор и создатель спецэффектов
- 1973 — Золотое путешествие Синдбада / The Golden Voyage of Sinbad / сценарист, продюсер, автор и создатель спецэффектов
- 1977 — Синдбад и Глаз тигра / Sinbad and the Eye of the Tiger / сценарист, продюсер, автор и создатель спецэффектов
- 1981 — Битва титанов / Clash of the Titans / продюсер, автор и создатель спецэффектов
- 2003 — История черепахи и зайца (мультфильм) / The Story of The Tortoise & the Hare / режиссёр, продюсер и аниматор